# قوان يي
غوان يي (بالصينية: 管軼)‏ (1962 - ) عالم فيروسات، وعالم أحياء دقيقة من الصين.